# Claude Boujon
Claude Boujon (28. Juli 1930 in Paris – 13. September 1995) war ein französischer Autor und Illustrator von Kinderbüchern.
Er war bis 1972 Herausgeber des französischen Comicmagazins für Kinder Pif Gadget (dessen deutscher Ableger Yps ist).

## Werke (Auswahl)
- L'apprenti loup, L'École des loisirs, 1984
- Le lapin loucheur,  L'école des loisirs, 1984
- La fée au long nez, L'école des loisirs, 1985
- Karni und Nickel oder Der große Krach, München 1991
- Nickel, der mit dem Fuchs tanzt, München 1994
- Der feine Arthur, Frankfurt am Main 1995
- Der blaue Stuhl (La chaise bleue), Carlsen Verlag, Hamburg 1999, ISBN 9783551595034, gebunden, 40 S.